# 해안초등학교 (제주)
해안초등학교는 대한민국 제주특별자치도 제주시에 있는 초등학교다.

## 학교 연혁
- 1961년 4월 1일 도평국민학교 해안분교장 개교
- 1969년 4월 1일 해안국민학교 3학급 개교
- 1970년 2월 16일 제1회 졸업식(남 8명, 여 6명, 계 14명)
- 1983년 3월 1일 노형초등학교 도평분교로 격하
- 1994년 11월 1일 학교 급식 시작
- 2011년 3월 1일 해안초등학교로 승격, 제3기 제주형 자율학교 지정
- 2013년 2월 28일 3층 2개 교실및 다목적실, 특별실 증축
- 2013년 5월 18일 운동장 스탠드및 차양시설
- 2014년 2월 10일 급식실현대화 사업 및 장애인편의시설(승강기)
- 2016년 12월 6일 제17회 아름다운교육상 최우수상 수상
- 2018년 9월 1일 제8대 양철주 교장 부임
- 2019년 1월 25일 제50회 졸업식(님8명, 여12명, 계20명 졸업,총 828명)